# Ultimate Marvel (revista em quadrinhos)
Ultimate Marvel é uma publicação mensal da Panini Comics composta pelas revistas da linha Ultimate Marvel, da Marvel Comics (no Brasil, batizada anteriormente de Marvel Millennium). A série substitiui a revista Marvel Millenium: Homem-Aranha, e assim como sua predecessora, publica a visão que a Marvel tem dos conhecidos heróis da Terra-616 numa versão mais jovem , onde quase todos começaram suas vidas heroicas a pouco tempo. Não se pode confundir as histórias ali publicadas com as histórias publicadas em revistas do Universo Marvel regular (X-Men, Homem-Aranha, Universo Marvel etc).